# Хершайзер, Орел
Орел Леонард Хершайзер IV (англ. Orel Leonard Hershiser IV, род. 16 сентября 1958 года) — американский профессиональный бейсболист, выступавший в Главной лиге бейсбола (МЛБ) на позиции питчера. По окончании игровой карьеры стал работать комментатором, а также является профессиональным игроком в покер.
Хершайзер был выбран на драфте МЛБ 1979 года клубом «Лос-Анджелес Доджерс». В МЛБ он провёл 18 сезонов, из которых 13 в «Доджерс». Он также выступал за команды «Кливленд Индианс», «Сан-Франциско Джайентс» и «Нью-Йорк Метс». Хершайзер — трёхкратный участник матча всех звёзд МЛБ, обладатель награды Золотая перчатка, приза Сая Янга; он становился самым ценным игроком чемпионской серии как Национальной, так и Американской лиги, а также Мировой серии. Хершайзер удерживает рекорд по количеству проведённых подряд сухих иннингов — 59. После завершения игровой карьеры он некоторое время работал тренером и менеджером «Техас Рейнджерс», после чего стал работать на канале ESPN.

## Ранняя жизнь
Орел Хершайзер родился 16 сентября 1958 года в Буффало (штат Нью-Йорк) в семье Орела Леонарда Хершайзера III и его жены Милдред. Когда ему было шесть лет, семья переехала в Детройт, а через шесть лет — в Торонто. Уже с раннего детства Орел стал заниматься бейсболом и в возрасте 8 лет занял третье место на бейсбольном национальном соревновании по отбиванию, бегу и броскам. До 12 лет он выступал в бейсбольной Литтл-лиге. Его отец был тренером и администратором, а мать управляла закусочной. Живя в Канаде, он играл в хоккей за команду «Дон Миллз Флайерс», выступающей в Великой хоккейной лиге Торонто.
После возвращения в США его семья поселилась в Черри-Хиллс (штат Нью-Джерси), где он посещал местную старшую школу. Первоначально Орел не демонстрировал больших спортивных успехов и лишь только к третьему году обучения смог попасть в основную школьную спортивную команду (первый год он провёл в команде новичков, а второй — в подготовительной команде). В 1976 году он установил рекорд школы по страйкаутам, сделанным в одной игре. В игре против Дептфорда он сделал 15 страйкаутов, таким образом, побив рекорд, державшийся 21 год. Он также стал одним из лидеров школы по проценту выигранных матчей, страйкаутам и earned run average (ERA) за всё время выступлений в учебном заведении. В своём выпускном году он избирался в сборную всех звёзд конференции.
По окончании обучения в школе Хершайзер получил только частичную стипендию от государственного университета Боулин-Грин. На первом году обучения он редко выходил на игровое поле, а второй год был вынужден пропустить из-за плохой успеваемости. Из-за этого он решил бросить обучение и вернулся домой, но родители уговорили его вернуться. Чтобы улучшить свои оценки, он стал посещать летнюю школу, а также стал помогать своему отцу на работе. За лето Орел подрос и набрал около 6,8 кг, что помогло ему усилить бросок — скорость его фастбола увеличилась на 8 км/ч и он стал получать больше игрового времени. На третьем году обучения он уже стал основным игроком местной бейсбольной команды и закончил сезон с результатом 6 побед и 2 поражения и показателем ERA 2,26. 4 мая 1979 года в игре против «Кент Стэйт» он сыграл ноу-хитер, хотя сделал всего 2 страйкаута, а его команда победила со счётом 2:0. За его достижения по окончании сезона он был включён в сборную всех звёзд Средне-американской конференции.
Учась в университете, он был членом братства Sigma Phi Epsilon. В день драфта один из его товарищей разыграл его: позвонил по телефону, представившись скаутом клуба «Сан-Диего Падрес», и сообщил ему, что он был выбран в первом раунде драфта. Обрадовавшись, Орел стал звонить своим друзьям и только через какое-то время понял, что его разыграли.

## Профессиональная карьера

### Выступления в низших лигах
Хершайзер был выбран на драфте МЛБ 1979 года в 17 раунде клубом «Лос-Анджелес Доджерс». В скаутском рапорте о нём было написано, что у него плохой контроль мяча, слабый фастбол, он неправильно кидает кёрвбол и легко выходит из себя.
После подписания контракта с «Доджерс» его отправили в фарм-клуб уровня А «Клинтон Доджерс», выступающий в Среднезападной лиге. В сезоне 1979 года Орел вышел в стартовом составе в 4 играх и отыграл ещё 11 иннингов, выходя на замену. В итоге он завершил сезон с результатом 4-0 и показателем ERA 2,09. Следующие два сезона Хершайзер провёл в клубе «Сан-Антонио Доджерс» из Техасской лиги (уровень АА). В Сан-Антонио Орел в основном выполнял функции реливера. В какой-то момент он даже был лидером лиги по сейвам и имел показатель ERA 0,51, однако в одной из выездных игр он пропустил 20 очков за семь иннингов и его ERA резко упал до 4,72. Эту неудачу Хершайзер называл худшим выступлением в своей карьере. Он даже хотел бросить бейсбол, однако менеджер и тренер питчеров отговорили его. В 1982 году Хершайзера перевели в клуб уровня ААА «Альбукерке Дьюкс» из лиги Тихоокеанского побережья. За сезон он отыграл 47 матчей (7 в стартовом составе) с результатом 9-6 и ERA 3,71. Во время сезона его хотели включить в сделку по обмену между «Доджерс» и «Техас Рейнджерс», однако кэтчер Джим Сандберг отказался от перехода, пока с ним не переподпишут контракт, из-за чего сделка сорвалась.
В 1983 году Хершайзер стал лучшим новичком «Доджерс» на весенних сборах и был удостоен награды Малви. Этот успех дал основания Орелу рассчитывать на попадание в основную команду, однако его отправили обратно в Альбукерке. В сезоне 1983 года он принял участие в 49 играх (10 в стартовом составе), в которых одержал 10 побед и потерпел 8 поражений, а также сделал 16 сейвов. Его показатель ERA составил 4,09.

### Главная лига бейсбола

#### Ранние годы (1983—1987)
1 сентября 1983 года Хершайзера вызвали в основную команду «Доджерс» и уже в этот же день дебютировал в игре против «Монреаль Экспос». Он вышел на поле в седьмом иннинге и смог выбить всех трёх отбивающих с помощью двух граунд-аутов и страйкаута. Однако уже в следующем иннинге он позволил выбить дабл, а затем RBI-сингл, после чего его заменили. Всего за восемь появлений в сентябре его ERA составил 3,38.
По окончании сезона МЛБ Орел выступал в Доминиканской профессиональной бейсбольной лиге, а затем тренировался под руководством Дейва Уоллеса. В Доминиканской Республике с ним произошёл инцидент. Во время празднования Нового года он с друзьями попал фейерверком в дом местного генерала. Это привело к его задержанию, однако тренер «Доджерс» Мэнни Мота вступился за него, и Орела отпустили.
В сезоне 1984 года Хершайзер вышел на поле уже в первой игре чемпионата и поначалу использовался как лонг-реливер. Свою первую победу в МЛБ Орел одержал 5 апреля в 12-иннинговой игре против «Сент-Луис Кардиналс». В одной из игр после неудачных действий Хершайзера менеджер «Доджерс» Томми Ласорда вышел на питчерскую горку и прочитал ему настолько громкую нотацию, что одноклубники назвали её «проповедь на питчерской горке». Ласорда сказал Орелу, что тот слишком робкий на питчерской горке и слишком уважительно относится к отбивающим. Он дал ему прозвище «Бульдог», чтобы тот более жестко вёл себя в матчах. Травма стартового питчера «Доджерс» Джерри Реусса позволила Хершайзеру дебютировал в стартовом составе. 26 мая в игре против «Нью-Йорк Метс» он отыграл шесть иннингов, пропустив всего одно очко. Уже в июле он вошёл в ротацию стартовых питчеров и сразу же сумел отыграть четыре полных сухих игры. По этому показателю он поделил первое место в МЛБ. Всего за сезон он вышел на поле в 25 играх (20 в стартовом составе), показав результат 11-8 с ERA 2,66.
В сезоне 1985 года он одержал 11 побед и потерпел 3 поражения, став лидером Национальной лиги по проценту победных матчей. «Доджерс» стали победителями в Западном дивизионе НЛ, а сам Хершайзер занял третье место в голосовании на приз Сая Янга. Он также впервые принял участие в матчах плей-офф, отыграв две игры в Чемпионской серии Национальной лиги. Сезон 1986 года стал для Хершайзера не очень удачным — 14 побед при 14 поражениях и ERA 3,85. В следующем сезоне он показал результат 16-16 и впервые принял участие в матче всех звёзд МЛБ.

#### Сай Янг и Мировая серия (1988)
Сезон 1988 года стал настоящим прорывом Хершайзера. По итогам сезона он стал лидером лиги по победам (23), проведённым иннингам (267), шатаутам (8) и полным играм (15), а его показатель ERA 2,26 был третьим в лиге. Он провёл подряд 59 сухих иннингов, побив рекорд ещё одного игрока «Доджерс» Дона Дрисдейла. Его серия началась 30 августа, когда он отыграл четыре сухих иннинга в конце игры, а сам рекорд был установлен в последней игре сезона, когда Орел отыграл 10 сухих иннингов. За свои достижения он во второй раз был приглашён для участия в матче всех звёзд МЛБ, получил приз Сая Янга единогласным решением жюри, а также награду «Золотая перчатка» как лучший питчер по игре в поле в Национальной лиге.
В Чемпионской серии Национальной лиги против «Нью-Йорк Метс» Хершайзер не только сыграл в старте в первой и третьей играх, но и вышел в роле реливера в четвёртой игре, в которой сделал последний аут. После этого он отыграл шатаут в седьмом матче и был назван самым ценным игроком серии. В Мировой серии Орел отыграл шатаут во втором матче и сыграл полный пятый матч серии, в котором пропустил всего 2 очка. За его выдающиеся выступления он был назван самым ценным игроком Мировой серии. Таким образом, Орел Хершайзер стал первым игроком в истории, который в одном сезоне смог завоевать приз Сая Янга и стать самым ценным игроком Чемпионской и Мировой серий. По итогам года он был назван «Питчером года» журналом Sporting News, а также спортсменом года по версии Sports Illustrated.

#### Последние годы в «Доджерс» (1989—1994)

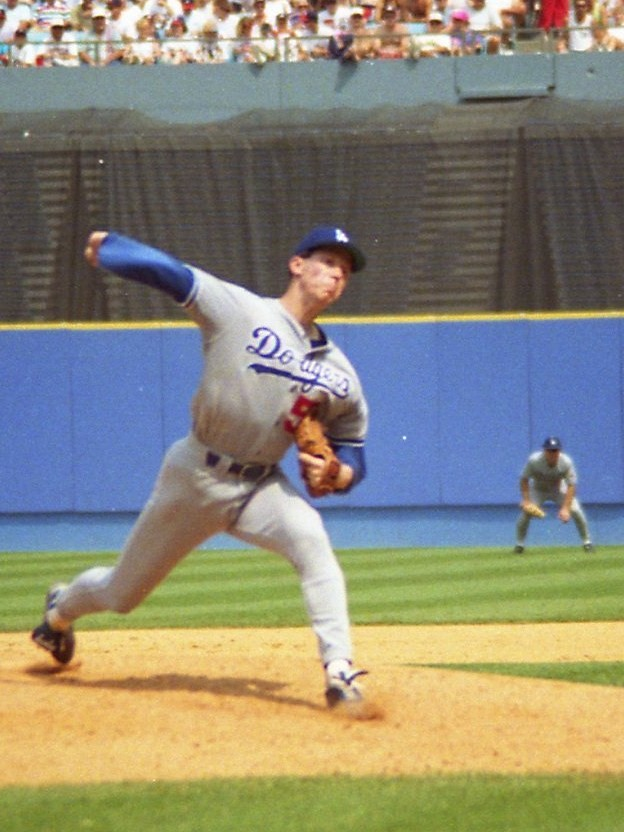
Хершайзер в 1993 году

Перед началом сезона 1989 года Хершайзер подписал новый трёхлетний контракт с «Доджерс» на сумму 7,9 млн долларов, таким образом, став на тот момент самым высокооплачиваемым игроком МЛБ.
В этом сезоне он в третий раз подряд попал на матч всех звёзд МЛБ, а его средняя пропускаемость за 35 игр составила 2,31. Однако в нападении его команда была не столь успешна. На одном из отрезков сезона у него даже была серия из девяти игр, в которых он не одержал ни одной победы и потерпел семь поражений, так как в нападении его товарищи за эти матчи набрали всего девять очков. Его результат в сезоне составил 15 побед и 15 поражений, причём пятнадцатое поражение он потерпел в последнем матче сезона из-за того, что ему пришлось отыграть 11 иннингов и кинуть 169 подач. Решение оставаться на питчерской горке до самого конца принял сам Хершайзер, несмотря на возражения менеджера клуба.
Уже после четырёх игр сезона 1990 года у Хершайзера был обнаружен разрыв мышц вращательной манжеты плечевого сустава бросающей руки. 27 апреля 1990 года он перенёс операцию на плече, которую провёл Фрэнк Джоб. Хершайзер смог вернуться на поле только 29 мая 1991 года и его возвращение многие называли «чудом». Уже через два старта, 9 июня 1991 года в игре против «Чикаго Кабс», он одержал свою сотую победу в карьере. Всего по итогам сезона он одержал 7 побед и потерпел 2 поражения и по окончании сезона стал победителем номинации «Возвращение года» по версии UPI.
Перед началом сезона 1992 года было неясно, сможет ли Орел продолжить свою карьеру, однако он продолжил выступать и в следующих двух сезонах отыграл 33 игры. Причём в 1993 году он показал также отличную статистику и в нападении. В 83 выходах на биту он отбил в 35,6 % случаев и по итогам сезона получил награду «Серебряная бита».
В своём последнем матче 1994 года он был близок к ноу-хитеру, однако его надежды были разбиты в шестом иннинге. Из-за локаута МЛБ 1994—1995 годов сезон закончился 11 августа и, пока профсоюз игроков урегулировал спор с Лигой, контракт Хершайзера с «Доджерс» истёк, и он стал свободным агентом.

#### Кливленд Индианс (1995—1997)
8 апреля 1995 года Хершайзер подписал трёхлетний контракт с клубом «Кливленд Индианс». Генеральный менеджер «Индианс» Джон Харт искал опытного ветерана, который мог бы показать молодым игрокам пример, поэтому кандидатура Орела пришлась как нельзя кстати. Уже в первом сезоне он смог помочь своей новой команде впервые за последний 41 год выйти в плей-офф. Сам Хершайзер в сезоне 1995 года вышел в стартовом составе в 26 матчах, в которых одержал 16 побед и потерпел 6 поражений, а его показатель ERA составил 3,87. В Чемпионской серии Американской лиги против «Сиэтл Маринерс» Хершайзер одержал победу в своих двух матчах и был назван самым ценным игроком серии. Таким образом, Хершайзер стал первым игроком в истории МЛБ, который получал титул самого ценного игрока чемпионской серии как в Американской, так и Национальной лигах. В Мировой серии 1995 года Орел также показал отличный результат, однако его команда уступила «Атланте Брэйвз» в шести играх.
В «Индианс» Хершайзер отыграл ещё два сезона и помог команде ещё один раз выйти в Мировую серию. В последней в его карьере Мировой серии он пропустил 13 очков за 10 иннингов и проиграл свои две игры, а его клуб в итоге уступил в серии «Флориде Марлинс».

#### Последние годы в МЛБ (1998—2000)
7 декабря 1997 года Хершайзер подписал однолетний контракт на сумму 3,45 млн долларов с «Сан-Франциско Джайентс». В сезоне 1998 года он вышел в стартовом составе 34 раза, показав результат 11-10 с ERA 4,41. Хотя, согласно договору, клуб мог продлить контракт ещё на один год, «Джайентс» не стали это делать. И несмотря на то, что руководство команды продолжало вести с ним переговоры насчёт условий нового контракта, 20 февраля 1999 года Хершайзер подписался в фарм-клуб «Индианс».
Но уже во время весенних тренировок «Индианс» уволили его, и 25 марта 1999 года он подписал контракт с «Нью-Йорк Метс». В сезоне 1999 года он вышел в старте 32 раза, одержав 13 побед и потерпев 12 поражений, а его показатель ERA составил 4,58. Кроме того, что Хершайзер помог своей новой команде выйти в плей-офф, пропустив всего 1 очко за 5 1/3 иннинга в последней игре сезона против «Питтсбург Пайрэтс». Он также много уделял времени в наставлении молодых питчеров «Метс». В сериях плей-офф Орел выходил только на замену, а его команда уступила «Брейвз» в Чемпионской серии Национальной лиги.
17 декабря 1999 года Орел Хершайзер подписал однолетний контракт со своим первым клубом — «Лос-Анджелес Доджерс». 14 апреля 2000 года он вышел в стартовом составе в дебютном домашнем матче сезона против «Редс» и за шесть иннингов пропустил всего одно очко. По ходу же сезона его выступления значительно ухудшились. Он пропустил 36 очков за 42 хита и позволил сделать 14 пробежек. Его показатель ERA в сезоне 2000 года составил 13,14 — худший показатель среди питчеров лиги, отыгравших 20 или более иннингов в сезоне. А после того как в одной игре он пропустил восемь очков за 1 2/3 иннинга, «Доджерс» уволили его.

## Стиль игры
Хершайзер не обладал сильным броском, однако имел в своём арсенале различные типы бросков, а также использовал свой ум, чтобы обмануть отбивающих. В 1989 году он так описывал свой бросковый репертуар:

Я могу бросить синкинг-фастбол в любую сторону от дома, каттер — в любую сторону от дома, кёрвбол я бросаю с тремя разными скоростями и под тремя разными углами, прямой чендж, используя такое же положение руки и делаю взмах с такой же скоростью, как и при броске фастбола, но сжимая сильнее мяч и выпуская его с намного меньшей скоростью, ченджап могу бросить в любую точку страйковой зоны, а мой синкер похож на фастбол. Разные места попадания в зону, разные скорости, немного разные углы руки при броске — всё это даёт мне обширный бросковый арсенал— The Neyer/James Guide to Pitchers
К 1999 году Хершайзер стал замечать, что его броски уже не такие резкие, поэтому добавил к своему арсеналу слайдер. Он стал уделять больше внимания точности своих бросков: «Вы можете услышать, как питчеры говорят: „У меня хороший арсенал бросков, но я проиграл“. Однако вы никогда не услышите: „У меня хороший контроль попадания и я проиграл“.».

## После завершения игровой карьеры
После завершения игровой карьеры Хершайзер некоторое время работал консультантом в «Доджерс». Позже он перешёл в клуб AAA лиги Альбукерка, однако вскоре покинул этот пост, так как на этой должности для него не было много работы.
В 2000—2001 годах он работал комментатором матчей Мировой серии Литтл лиги на каналах ABC и ESPN, а также участвовал в передаче Wednesday Night Baseball в 2001 году.
Осенью 2001 года он занял пост специального ассистента генерального менеджера Джона Харта в клубе «Техас Рейнджерс», а 22 июня 2002 года стал тренером питчеров команды. В октябре 2005 года Хершайзер назывался одним из кандидатов на пост менеджера «Доджерс», но в итоге эта должность досталась Греди Литтлу. По окончании сезона 2005 года он сменил пост тренера питчеров на исполнительного директора «Рейнджерс», которую занимал до 3 февраля 2006 года.
13 февраля 2006 года Хершайзер стал бейсбольным аналитиком канала ESPN в передачах Baseball Tonight и Sunday Night Baseball, а также Мировой серии Литтл Лиги.
В 2011—2012 годах он вошёл в группу, которая попыталась купить выставленные на продажу «Доджерс», однако их попытка не увенчалась успехом.
В 2014 году он решил уйти из ESPN и начал работать комментатором на новом местном канале «Доджерс» SportsNet LA.

### Покер

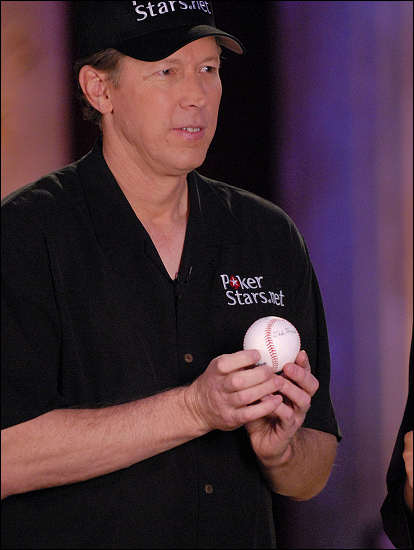
Хершайзер на покерном турнире в 2008 году

После завершения бейсбольной карьеры Хершайзер поселился в Саммерлине (штат Невада), где познакомился с инструктором по игре в покер, и с 2006 года начал участвовать в соревнованиях по покеру (техасский холдем). Он стал частым посетителем покерной комнаты казино Red Rock. В 2008 году он принял участие в NBC National Heads-Up Poker Championship, где дошёл до четвертьфинала, обыграв по пути чемпиона 2006 года Теда Форреста, Аллана Каннингема и Фредди Диба — игроков, выигравших на троих 12 браслетов Мировых серий покера. В четвертьфинале Орел уступил Энди Блоху. Хершайзер также принимал участие в Мировой серии покера 2008 года и турнире PokerStars Caribbean Adventure 2009 года. 7 сентября 2008 года Орел выиграл 54 570 долларов на он-лайновом турнире $10 000 Pokerstars World Championship of Online Poker. Хершайзер также стал известен тем, что на турнирах дарил мяч со своим автографом игрокам, выбившим его из соревнования.

## Личная жизнь
Хершайзер женился на Джеми Байарс, с которой встретился в Сан-Антонио в феврале 1981 года. В 2005 году пара развелась. В браке у них родилось двое детей: Орел Леонард V и Джордан. В 2007 году Джордан окончил старшую школу Святого Марка в Техасе, где во время обучения выступал за бейсбольную и баскетбольную команды и даже включался в сборные всех звёзд конференции по этим видам спорта. По окончании школы он продолжил играть в бейсбол в университете Южной Калифорнии, где выступал на позиции питчера и игрока первой базы. Несмотря на травмы, Джордан был выбран в 34 раунде драфта МЛБ 2012 года клубом «Доджерс». В декабре 2010 года Орел женился на Дане Дивер, с которой проживает в Лас-Вегасе вместе с её детьми — Спенсером и Слоан.
Хершайзер — христианин. В 1982 году он был приглашённой звездой в эпизоде Take Me Out of the Ball Game детского христианского сериала The Adventures of McGee and Me. После Мировой серии 1988 года он принял участие в The Tonight Show, где ведущий Джонни Карсон попросил его спеть церковный гимн перед зрителями.